# Audbjorn de Fjordane
Audbjorn Vikingsson (795 - 870) también Audbjorn de Fjordane. Otras fuentes lo citan como Audbjörn Frøybjørnsson, fue un caudillo vikingo, rey de Fjordane, y aliado de Solve Klove, encarnizado defensor de sus tierras frente a las embestidas de Harald I de Noruega hacia el sur, en sus intentos de conquista para reunificar Noruega. Según Landnámabók, tras la derrota de Huntiof de Nordmøre y Nokkve de Romsdal en la primera batalla de Solskjell contra el rey Harald, Solve Klove (quien había perdido sus tierras pero continuaba devastando las posesiones reales en  Møre por su cuenta) y el rey Arnvid de Sunnmøre le convencieron, junto a los desposeídos por las conquistas de Harald I, a unificar sus fuerzas y combatir las ambiciones reales, iniciativa bélica que desembocó en la segunda batalla de Solskjell.

## Genealogía
Audbjorn era hijo de Viking Skaanoyskjelmer (apodado el saqueador de Skåne, probablemente porque había causado estragos en Skåne. n. 740).
Audbjorn era hermano de:
- Vemund Vikingsson
- Velaug Vikingsdatter (n. 766), que sería la esposa de Björn buna Grímsson.[4][5]

## Herencia
No se menciona el nombre de su esposa, pero aparecen dos hijos según las sagas:
- Arinbjørn Audbjørnsson, i fjordarne. Arinbjørn era yerno del famoso escaldo Bragi Boddason, quien, junto con su suegro Erpr lútandi, parece haber tenido un hogar en estos lares.[6]
- Roald (Hróaldur) Audbjørnson, padre de Þóru Roaldsdatter (c. 890) esposa de Björn Brynjulfsson (885-932) y Thorir herse Roaldsson (c. 914)